# 昴宿四
昴宿四（Maia /ˈmeɪə/）也稱為金牛座20  （縮寫為20 Tau），是在黃道星座金牛座的一顆恆星。它是一顆光譜型為B8 III的藍巨星，也是一顆化學奇特的恆星，是「昴宿四型變星」的原型。
昴宿四是疏散星團昴宿星團（M45）的第四亮星，只比昴宿六、昴宿七和卯宿依黯淡。它被昴宿星團中的一個較亮的反射星雲NGC 1432所包圍，因此這個星雲有人稱他為「邁亞星雲」。

## 命名
Maia這個名字起源於希臘語：和拉丁語：。在希臘神話中，Maia是阿特拉斯（昴宿七）和普勒俄涅（昴宿增十二）所生的七姐妹之一；它們全都是昴宿星團的成員。在2016年，國際天文學聯合會組織了一個恆星名稱工作組（WGSN）對恆星的專有名稱進行編目和標準化。WGSN於2016年7月的第一期公告，包括WGSN核定的前兩批名稱表；其中包括這顆恆星的名稱：Maia。現在，它已經被列入國際天文學聯合會的恆星名稱目錄。
金牛座20是它在佛蘭斯蒂德命名法中名稱。雖然它在金牛座中大約是第15亮的恆星，但昴宿四沒有拜耳名稱，不過確實有亮星星表名稱HR 1149和HD星表名稱HD 3408。它也被列為雙星WDS J03458+2422；伴星是一顆距離近2′外的14等恆星，但它可能是一個無關的背景天體。它是在觀測到月掩星現象後，才被列為雙星，但後來的觀察未能找到任何證據表明它是雙星。
在中国古代星官系统中，昴宿四属于西方白虎七宿中昴宿昴第四星，这也是昴宿四名字的来由。

## 描述

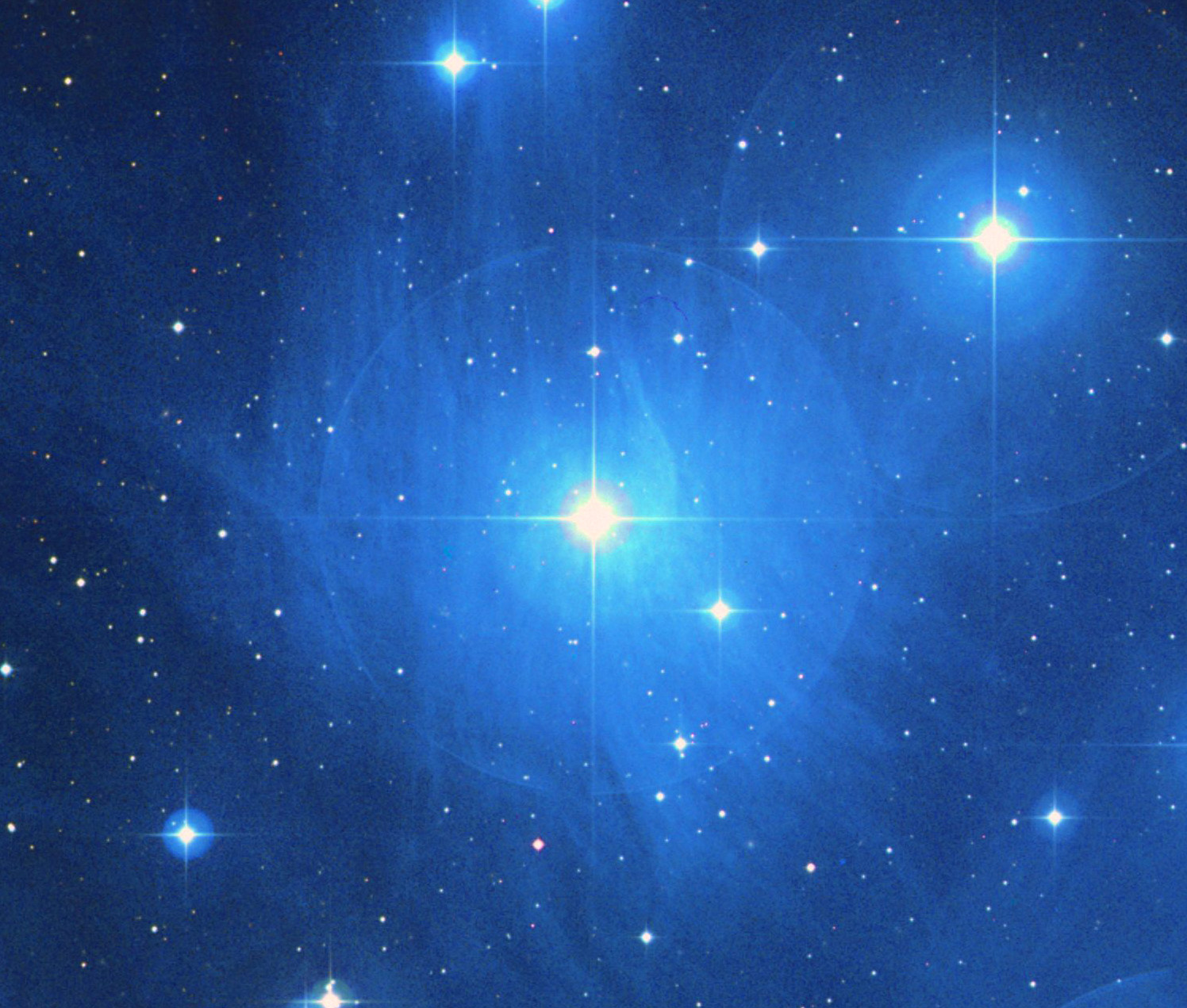
圍繞著昴宿四的NGC 1432。

昴宿四的距離是由蓋亞任務使用周年視差的方法測量。在蓋亞DR2 中，給出的視差為 9.4789±0.6827 mas，對應於距離為106+9
−7 pc。2007年，新的依巴谷衛星給出了統計上更準確的視差8.51±0.28 mas，將距離縮減為118±4 pc。對整個昴宿星團的蓋亞視差分析得出的平均距離為136.2±5.0 pc，而VLBI多個組件的測量值給出的距離為 136.2±1.2 pc。
昴宿四的視星等為3.87等，需要較黑暗天空，也就是光害較低的郊區的天空才能以裸眼看見。它的輻射熱計光度，主要是在紫外線中，是太陽的501倍，因此表明半徑是太陽的3.6倍，質量是太陽的3.8倍。干涉測量得出的角直徑為 0.436±0.023 mas，假設距離為113.5 pc，則半徑為4.95 R☉。這些測量結果還允許將有效溫度估計為 14,700±900 K。
昴宿四是一顆化學奇特的恆星，這意味著它有一些元素的表面豐度不尋常，如它的 光譜線所示。它被歸類為 弱氦星，但它也顯示出一些元素過量，包括錳。

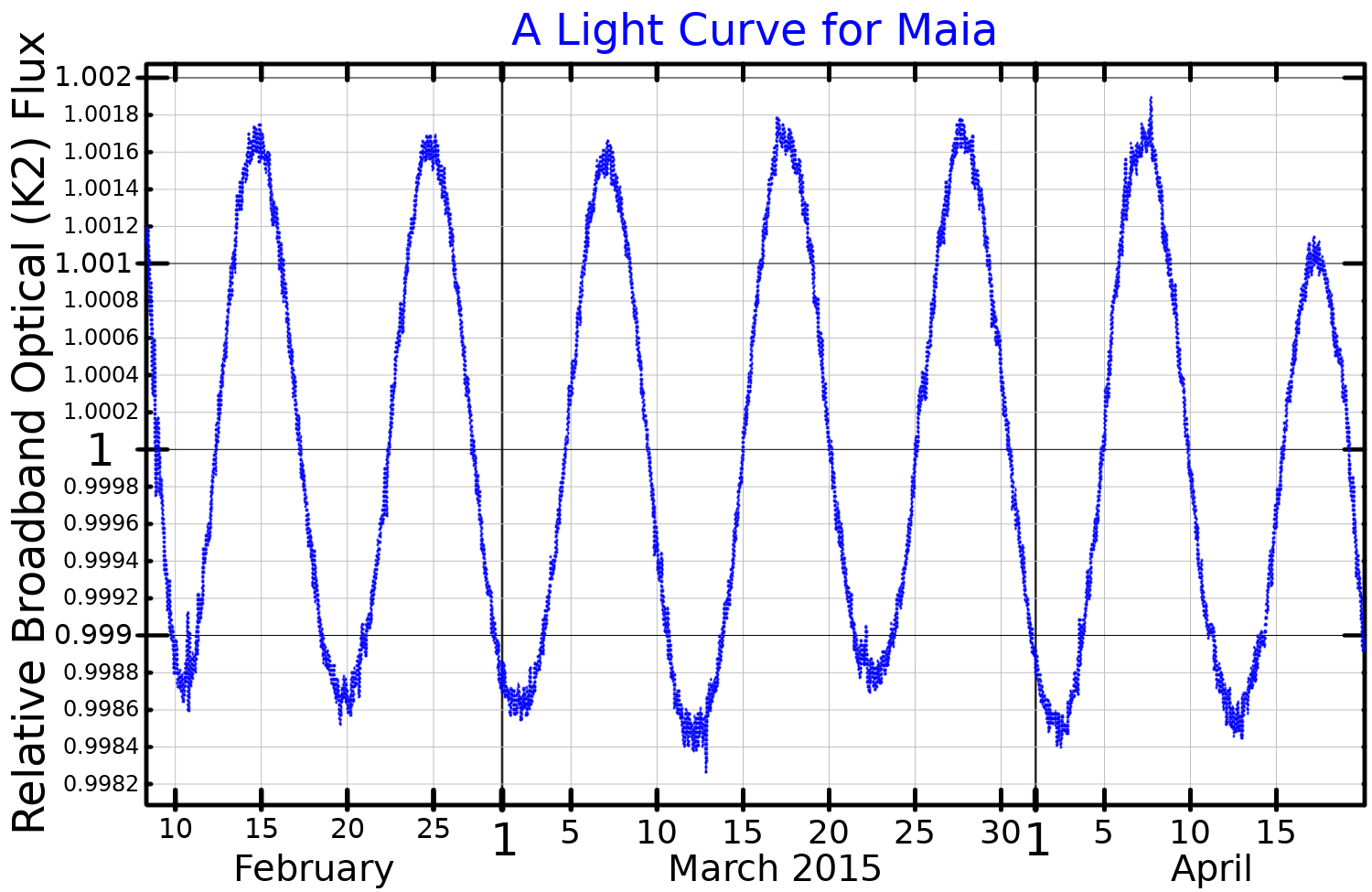
改編自懷特等人2017年資料的昴宿四光變曲線。

天文學家 Otto Struve認為昴宿四是一顆變星。他提出了一類被稱為昴宿四變星的恆星，其中包括 小熊座γ。但對昴宿四和該類中其它一些的「依巴谷衛星」數據的檢查沒有發現任何可變性的證據。另一方面，懷特等人發現昴宿四的亮度振幅雖然較小，但明確無誤，如克卜勒太空望遠鏡/K2所見，週期為 10.3 天，他們將其歸因於星斑的旋轉。對大量恆星的深入研究表明，溫度在10,000 K和18,000 K之間的恆星中，有6.7%顯示出快速的小振幅脈動，但不是其它變星類別的成員。這些可能是像昴宿四這樣的變星。具有諷刺意味的是，如果懷特等人結果是正確的，那麼昴宿四是一顆變星，但不會是'昴宿四型變星。
昴宿四被邁亞星雲（也稱為 NGC 1432）包圍著，這是一個反射星雲，是昴星團中最亮的星雲斑塊之一。 它是NGC天體表中唯一通過照片發現的成員。

## 神話

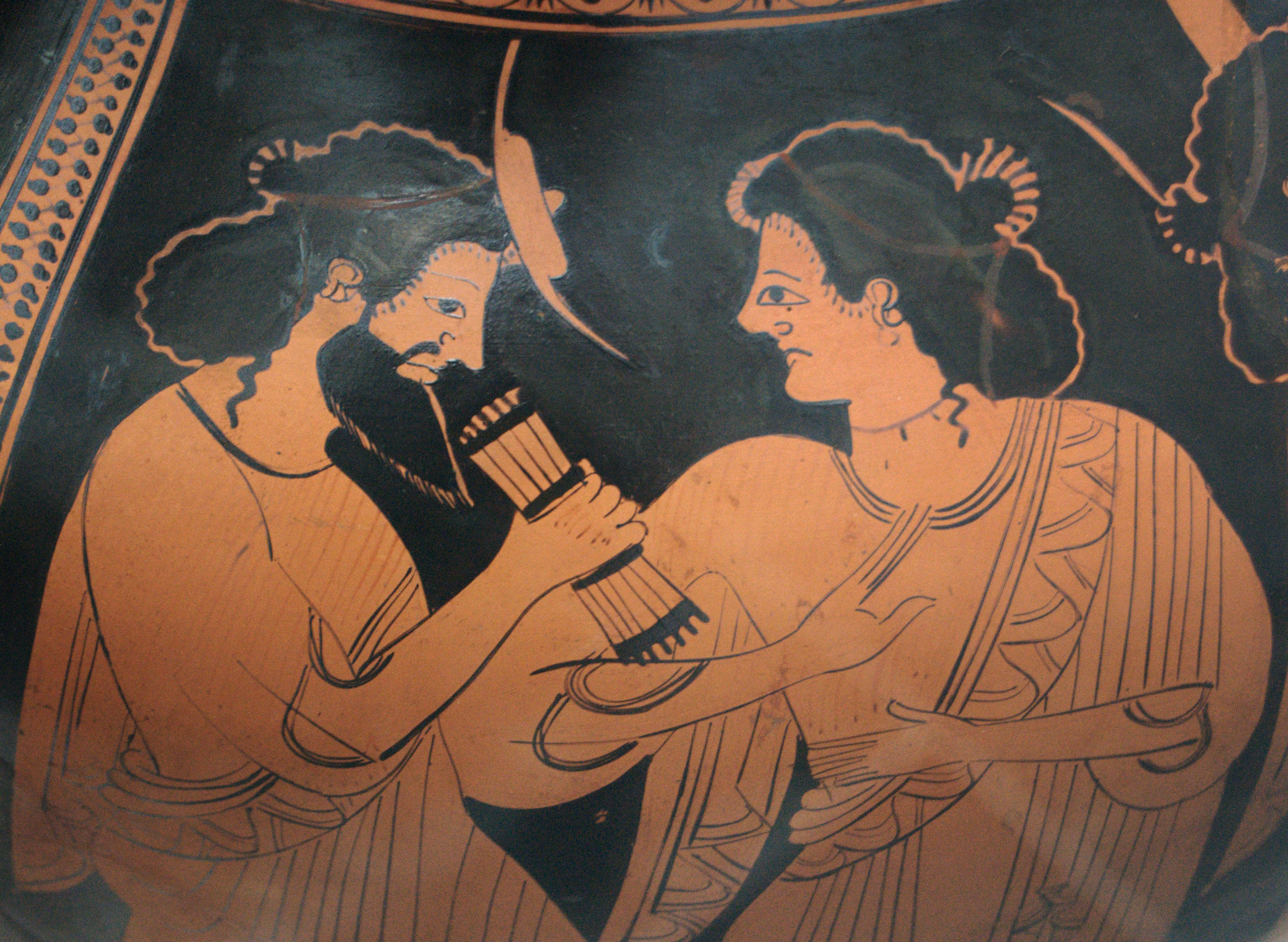
荷米斯和他的母親邁亞。腹部紅色的阿提卡雙耳瓶，約西元前 500 年。

邁亞是被稱為普勒阿得斯七位美麗姐妹中年齡最大的一位。她因宙斯而受孕，從而孕育了信使神荷米斯。由於邁亞和昴宿星團與獵戶座一起出現在冬季夜空中，希臘神話講述了邁亞和她的姐妹們被巨大的獵人追趕，因此變成鴿子以保護她們的安全。

## 外部連結
- Jim Kaler's Stars, University of Illinois:Maia (20 Tauri)
- High-resolution LRGB image based on 4 hrs total exposure: NGC 1432 - Maia Nebula  （页面存档备份，存于）
- APOD Pictures:
  - 1) Orion, the giant huntsman, in pursuit of the Pleiades （页面存档备份，存于）
  - 2) Young Moon and Sister Stars  （页面存档备份，存于）
  - 3) Pleiades and Stardust （页面存档备份，存于）